# Templštejn
Templštejn je zřícenina hradu vzdálená asi 3 km od centra obce Jamolic u Moravského Krumlova. Nachází se na skalnatém ostrohu nad pravým břehem řeky Jihlavy. Je to jeden z mála hradů založený na Moravě řádem templářů. Od roku 1973 je chráněn jako kulturní památka.
Jsou dochovány zbytky paláce, část plášťového opevnění, brána a studna. Před areálem hradu na kopci je také ruina později založené štítové zdi. Nádvoří jsou pokryta několikametrovou vrstvou sutin. Žádný rozsáhlejší a systematický archeologický průzkum se zde neuskutečnil.

## Historie hradu
Komenda řádu templářů v nedalekých Jamolicích se zmiňuje již roku 1279. Hrad Templštejn byl založen později mezi léty 1281–1298. Původně se jednalo o hrad o rozměrech 40 a 30 metrů. Toto jádro se však začalo postupem doby rozšiřovat. K rozšiřování došlo až za pozdějších majitelů, protože roku 1312 byl templářský řád zrušen a majetek řádu zkonfiskován. Hrad koupil Bertold Pirkner, roku 1349 ho jeho synové prodali Přibíkovi ze Šelmberka. Roku 1379 ho vlastnili páni z Lipé, kteří hrad rozšiřovali a přestavovali. V roce 1482 se hrad stal sídlem pánů Osovských z Doubravice. Později však páni z Lipé získali hrad znovu zpět. Poslední majitel Pertold z Lipé se účastnil v letech 1618–1620 stavovského povstání, takže mu bylo panství zkonfiskováno. V té době však byl hrad již pustý. Uvádí se, že zpustl již v první polovině 16. století v důsledku požáru.

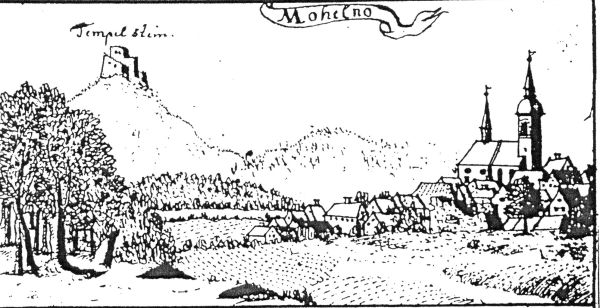
Templštejn a Mohelno v 18. století

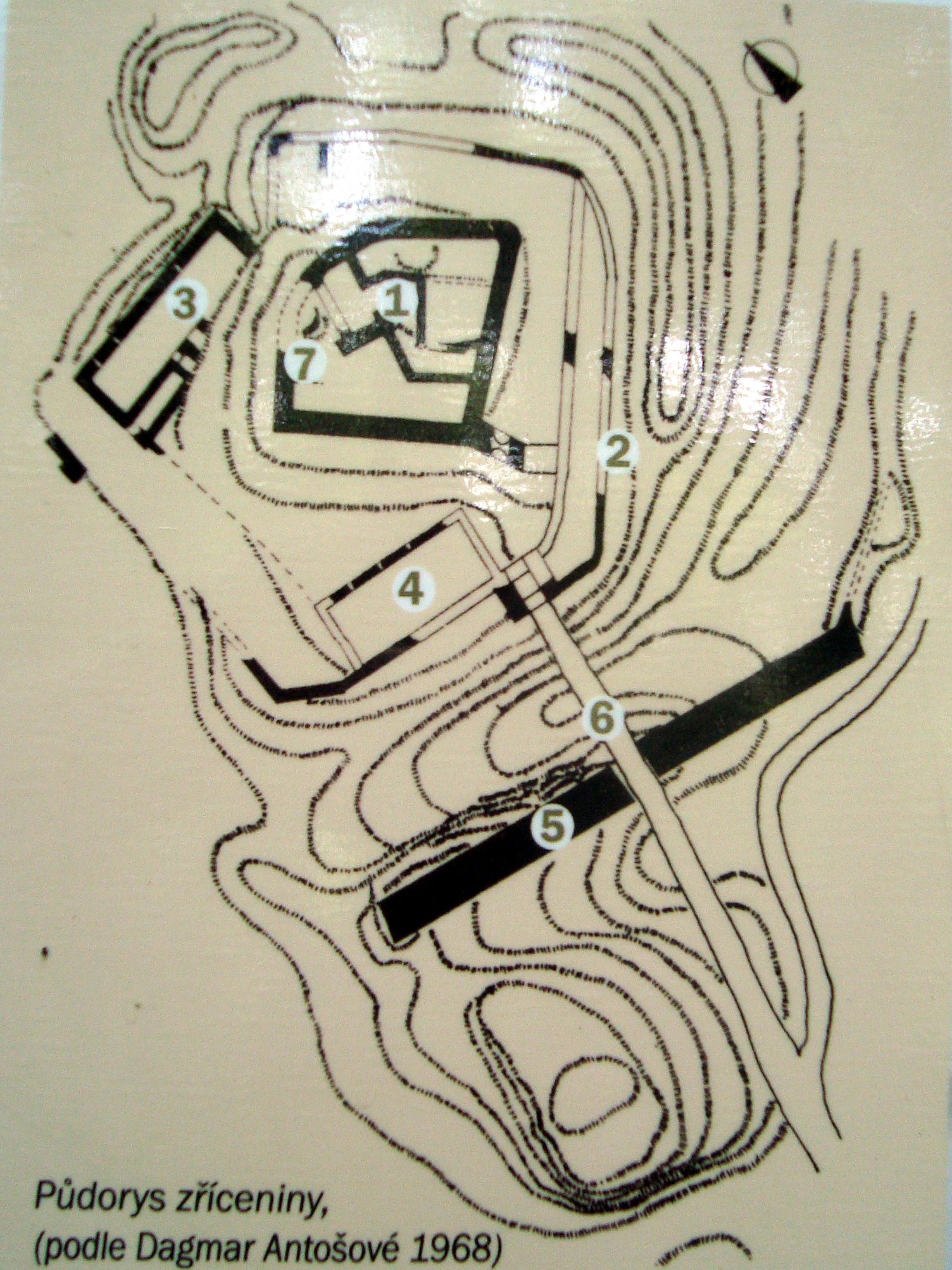
Situační plánek

Do roku 2011 ruina nebyla udržována a byla ničena vegetací. Lesy České republiky ji jako vlastník zříceniny nabídly a úspěšně prodaly v roce 2011 ve veřejné soutěži, hrad koupil Ing. David Hamza.
Majitel neplánuje rozsáhlejší stavební úpravy, ve spolupráci s památkáři hodlá zříceninu zakonzervovat s využitím přírodních materiálů a původních postupů. Plánuje vybudovat zázemí (malý dřevěný srub na kraji zříceniny) a dřevěný most spojující hradby s palácem. Zpočátku pracoval většinou sám, doufaje, že se kolem něj vytvoří parta nadšenců.
V roce 2014 byl srub dokončen a později také nainstalovány nové informační tabule. V roce 2014 bylo také vybudováno dřevěné schodiště s vyhlídkou na údolí řeky Jihlavy, dalšími pracemi provedenými na hradě byla např. oprava rozpadající se štítové zdi, stavba kamenného schodiště do hradního jádra či odstraňování náletových dřevin a zeleně, která rozrušuje zdivo.
Na opravách hradu se v současné době podílejí dobrovolníci např. z Hnutí Brontosaurus (léta 2014- 2023) či z CK Kudrna. Hrad Templštejn byl v roce 2016 oceněn třetím místem v soutěži o nejlépe opravenou památku Jihomoravského kraje. Dále byl v témže roce nominován na celostátní cenu Patrimonium pro futuro – Společenské ocenění příkladů dobré praxe vyhlašovanou Národním památkovým ústavem v kategorii Záchrana památky, v níž získal zvláštní cenu generální ředitelky NPÚ a Cenu veřejnosti.
Od roku 2017 probíhá na hradě záchranný archeologický výzkum pod vedením Mgr. Miroslava Dejmala.